# Clematis zaireensis
Clematis zaireensis är en ranunkelväxtart som beskrevs av Wen Tsai Wang. Clematis zaireensis ingår i släktet klematisar, och familjen ranunkelväxter. Inga underarter finns listade i Catalogue of Life.